# Равнина Спутника
Равнина Спутника (Sputnik Planitia) — ледяная равнина на поверхности Плутона. Диаметр — 1492 км.

## История
Равнина была выявлена на первых детальных фотографиях Плутона, полученных 15 июля 2015 года и названа в честь первого искусственного спутника Земли, запущенного в 1957 году в Советском Союзе. Название официально утверждено Международным астрономическим союзом 8 августа 2017 года.

## Описание
Равнина Спутника расположена в области Томбо. На юге обрамлена горами Хиллари и горами Тенцинга. Размер равнины первоначально был оценён как 1050 на 800 км, по уточнённым данным её диаметр составляет 1492 км. Равнина Спутника простирается от 49°,61 с. ш. до 22°,18 ю. ш. и от 153°,08 в. д. до 197°,66 в. д. Её центр находится в точке с координатами 19°,51 с. ш. 178°,69 в. д.
Представляет собой относительно гладкую и лишённую кратеров равнину сравнительно молодого геологического возраста, сформированную в основном замёрзшим азотом, а также замёрзшими окисью углерода и метаном, образовавшуюся предположительно в течение последних 100 миллионов лет и разделённую на множество участков, поперечником по 20—30 км, по краям которых расположены впадины и холмы. В качестве возможного способа образования равнины предлагаются тепловое расширение материала поверхности, либо конвекция.
По другому предположению, оно является древним ударным кратером, который постепенно был заполнен замерзшими газами. По предположению команды геофизиков, возглавляемой Джеймсом Кином из Университета Аризоны, изначально это образование возникло намного севернее, примерно на 60° с. ш. Согласно вычислениям Фрэнсиса Ниммо из Университета Калифорнии и других учёных, столкновение другого объекта с Плутоном пробило отверстие в ледяной коре, в которое устремилось вещество из его подповерхностного океана. На возникший в результате его замерзания выступ воздействовали силы приливного взаимодействия с Хароном, спутником Плутона, что привело к его миграции ближе к экватору. Ещё один вариант образования равнины предложила группа учёных, возглавляемая Дугласом Хэмильтоном из Университета Мэриленда. По их мнению, она сформировалась в том месте, где сейчас находится, в процессе накопления льда, под давлением которого постепенно углублялась впадина. Формирование больших количеств льда объясняется тем, что из-за большого наклона оси вращения Плутона именно для этой области характерны самые низкие температуры поверхности.